# Piotr Bajor (aktor)
Piotr Bajor (ur. 16 lutego 1960 w Opolu) – polski aktor teatralny, filmowy, telewizyjny i dubbingowy; syn nauczycielki Marii Bajor i aktora lalkarza Ryszarda Bajora, młodszy brat aktora i piosenkarza Michała Bajora. Absolwent warszawskiej PWST (1984). Związany z teatrami warszawskimi.

## Teatr
W latach 1984–1992 pracował w Teatrze Polskim w Warszawie, potem w latach 1992-2001 – aktor warszawskiego Teatru Studio im. S.I. Witkiewicza. Od 2001 roku aktor warszawskiego Teatru Dramatycznego.

## Życie osobiste
Jego żoną jest aktorka Ewa Domańska; mają córkę Bogumiłę.

### Spektakle teatralne

#### Teatr Polski, Warszawa
- 1984 – Matka jako Leon Węgorzewski; Alfred (reż. Jan Englert)
- 1984 – Smak miodu jako Geoffrey (reż. Romuald Szejd)
- 1984 – Miarka za miarkę jako Szlachcic II (reż. Janusz Nyczak)
- 1985 – Żywot Józefa jako Wielbłąd, Ceklarz, Śmierć (reż. Kazimierz Dejmek)
- 1986 – Zaczarowana królewna (reż. K. Dejmek)
- 1986 – Fantazy jako hrabia Fantazy Dafnicki (reż. Mikołaj Grabowski)
- 1987 – Kordian jako Wariat II; Pan; Spiskowy (reż. J. Englert)
- 1987 – Wzorzec dowodów metafizycznych jako Fryer (reż. Tadeusz Bradecki)
- 1987 – Krótka noc jako uciekinier II (reż. Jan Bratkowski)
- 1988 – Lokaj jako Zygmunt (reż. Andrzej Łapicki)
- 1989 – Oni jako pan Kalikst Bałandaszek (reż. J. Englert)
- 1989 – Cyklop jako Spiskowiec; Skazaniec (reż. A. Łapicki)
- 1990 – Najwyborniejsza opowieść... (reż. Tadeusz Minc)
- 1991 – Szkoła obmowy jako Pulcinella (reż. J. Bratkowski)
- 1991 – Ślub Władzio, Przyjaciel / Dworzanin (reż. T. Minc)

#### Teatr Studio im. Witkiewicza, Warszawa
- 1992 – Sny wg „Pieśni Maldorora” jako Grabarz (reż. Mariusz Treliński)
- 1993 – Ofiary obowiązku jako policjant (reż. Ewa Bułhak)
- 1994 – Cztery komedie równoległe jako Johanson (reż. Jerzy Grzegorzewski)
- 1995 – Gdyby (reż. Bohdam Cybulski)
- 1995 – La Bohème jako Dolcio (reż. J. Grzegorzewski)
- 1995 – Mizantrop jako Licytator peruk (reż. E. Bułhak)
- 1996 – Zima pod stołem jako Dragomir (reż. T. Bradecki)
- 1996 – Godzina, w której nie... (reż. Zbigniew Brzoza)
- 1997 – Bilard Petersburski jako kapitan (reż. Agnieszka Lipiec-Wróblewska)
- 1998 – Antygona jako Wartownik (reż. Z. Brzoza)
- 1998 – Bam (reż. Oskaras Koršunovas)
- 1999 – The Weir jako Jim (reż. A. Lipiec-Wróblewska)
- 2000 – Miłość na Madagaskarze jako Portier (reż. Z. Brzoza)
- 2001 – Sanatorium pod Klepsydrą jako doktor Gotard (reż. O. Koršunovas)

#### Teatr Dramatyczny, Warszawa
- 2002 – Rewizor jako Świstunow (reż. Andrzej Domalik)
- 2003 – Obsługiwałem angielskiego... Poeta Jodl / Profesor (reż. Piotr Cieślak)
- 2004 – Samobójca jako Kałabuszkin (reż. Marek Fiedor)
- 2004 – Niedokończony utwór na aktora jako Ilja Szamrajew (reż. Krystian Lupa)
- 2006 – Siostry jako Tuzenbach (reż. P. Cieślak)
- 2008 – Bitwa pod Grunwaldem jako profesor (reż. M. Fiedor)

#### Inne teatry
- Teatr za Daleki, Warszawa
  - 1990 – Mein Kampf (reż. Andrzej Staszczyk)
- Teatr Powszechny w Warszawie
  - 1990 – Romeo i Julia jako Markucjo (reż. Andrzej Wajda)
- Teatr „Scena Prezentacje”, Warszawa
  - 2002 – Bliżej jako Larry (reż. R. Szejd)
  - 2007 – Na skraju lasu jako – Malarz (reż. R. Szejd)

#### Teatr Telewizji
- 1985 – Hamlet jako aktor (reż. J. Englert)
- 1986 – Żeglarz jako rzeźbiarz (reż. Wojciech Solarz)
- 1988 – To, co najpiękniejsze jako Fryderyk (reż. A. Łapicki)
- 1988 – Księżyc świeci nieszczęśliwym jako Mike (reż. J. Englert)
- 1989 – Zamek jako Józef K. (reż. Marek Grzesiński)
- 1990 – Vatzlav jako Lud (reż. K. Dejmek)
- 1992 – Janko Muzykant (reż. Halina Łabonarska, M. Prałat)
- 1992 – W małym domku jako Sielski (reż. A. Łapicki)
- 1993 – Dwie głowy ptaka jako Więzień 1 (reż. Wojciech Wójcik)
- 1993 – Dziesiąta Beethovena jako Pascal (reż. Bogdan Augustyniak)
- 1996 – Król Mięsopust jako król (reż. Jerzy Krysiak)
- 1997 – Komedia sytuacyjna jako Maurycy (reż. Anna Minkiewicz)
- 1997 – Sonata epileptyczna jako Johanson (reż. J. Grzegorzewski)
- 1997 – La Boheme jako Dolcio (reż. J. Grzegorzewski)
- 2001 – Agnes jako ojciec (reż. Anna Augustynowicz)
- 2005 – Tama jako Jim (reż. A. Lipiec-Wróblewska)

## Filmografia

### Filmy pełnometrażowe
- 1981 – Limuzyna Daimler-Benz jako Andrzej Hahn (reż. Filip Bajon)
- 1981 – Ryś jako Ryś (reż. Stanisław Różewicz)
- 1984 – Dom wariatów jako Sąsiad z samochodem (reż. Marek Koterski)
- 1985 – Dziewczęta z Nowolipek jako Roman, narzeczony Kwiryny (reż. Barbara Sass)
- 1985 – Rajska jabłoń jako Roman, narzeczony Kwiryny (reż. B. Sass)
- 1985 – Osobisty pamiętnik grzesznika przez niego samego spisany jako Robert (reż. Wojciech Jerzy Has)
- 1989 – Stan strachu jako aktor (reż. Janusz Kijowski)
- 1990 – Havet Stiger jako Walter (reż. Oddvar Einarson)
- 1990 – Leśmian jako Bolesław Leśmian (reż. Leszek Baron)
- 1992 – Pierścionek z orłem w koronie jako major Steinert (reż. A. Wajda)
- 1995 – Doktor Semmelweis jako Uczestnik obrad komisji (reż. Roger Andrieux)
- 1995 – Gnoje jako Wasyl Bandurko (reż. Jerzy Zalewski)
- 2005 – Szaleńcy jako właściciel domu
- 2006 – Chłopiec na galopującym koniu jako Jerzy

### Seriale
- 1999 – Trzy szalone zera jako Wirnik (reż. Wiktor Skrzynecki)
- 2001 – Marszałek Piłsudski jako prokurator przesłuchujący Niewiadomskiego (reż. Andrzej Trzos-Rastawiecki)
- 2006-2007 – Plebania jako Julian, ksiądz greckokatolicki (reż. Jerzy Łukaszewicz, Iwona Siekierzyńska, Jerzy Sztwiertnia)
- 2014 – Lekarze jako Janusz Kalicki (odc. 54)

### Filmy krótkometrażowe
- 1994 – Młodość powinna być nagła i ostra jak klinga! jako Antoni Słonimski (reż. W. Skrzynecki)
- 1995 – „Alarm”. Antoni Słonimski 1895-1976 (reż. W. Skrzynecki)
- 1995 – „Chmury nad nami rozpal w łunę”. Julian Tuwim 1894-1953 (reż. W. Skrzynecki)
- 1995 – „Chodźmy kraść na górach ogień. Mniej nie warto” Kazimierz Wierzyński 1894-1969 (reż. W. Skrzynecki)
- 1995 – „Mapa pogody”. Jarosław Iwaszkiewicz 1894-1990 (reż. W. Skrzynecki)
- 1996 – Pieśń o wszechbycie. Film o Mieczysławie Karłowiczu (1876-1909) – lektor (reż. Jacek Zygadło)

### Polskidubbing
- 1987: Kacze opowieści – Goguś
- 1987: Kocia ferajna w Beverly Hills
- 1996-2004: Hej Arnold! – Gołębiarz
- 2000-2003: X-Men: Ewolucja – Warren Kenneth Worthington III
- 2000: Cybernetyczny świat
- 2001: Wakacje: żegnaj szkoło – Fenwick
- 2002: Dzika rodzinka
- 2002-2005: Co nowego u Scooby’ego?
- 2007: Lucky Luke na Dzikim Zachodzie – Bartleby
- 2010: Brygada
- 2015: Gwiezdne wojny: Przebudzenie Mocy – C-3PO
- 2022: Obi-Wan Kenobi – C-3PO[2]

## Nagrody
- W 1983 roku otrzymał Nagrodę im. Zbyszka Cybulskiego.